# Robin van Persie
Robin van Persie (Róterdam, 6 de agosto de 1983) es un exfutbolista y entrenador neerlandés que jugaba como delantero y su último equipo fue el Feyenoord. Actualmente dirige al Feyenoord de la Eredivisie.
Debutó profesionalmente en el Feyenoord, donde estuvo tres temporadas y ganó la Copa de la UEFA 2001-02. Algunas discusiones a finales de la temporada 2003-04 con Bert van Marwijk, el director técnico del equipo, hicieron que emigrara a la Premier League fichando por el Arsenal, por una suma de 5 millones de euros. Después de ocho temporadas en el club, se marchó de Londres para firmar con el Manchester United. En Inglaterra fue galardonado en dos ocasiones como Bota de Oro de la Premier League (2011-12 y 2012-13). En 2015 fichó por el Fenerbahçe de Turquía para los próximos años hasta que, en enero de 2018, regresó al Feyenoord.
Jugó más de 100 partidos con la selección de los Países Bajos y convirtió 50 goles, siendo el máximo goleador en la historia de la misma. Participó en las Copas Mundiales de 2006, 2010 y 2014, y en las Eurocopas de 2008 y 2012.

## Trayectoria

### Como jugador

#### Feyenoord
Van Persie pudo seguir el camino de sus padres, pero optó por el fútbol y se unió al SBV Excelsior a la temprana edad de 5 años. Continuó en el Feyenoord de Róterdam desde los 16 años y después fue promovido al primer equipo. Debutó el 3 de febrero de 2002 ante el Roda JC. Al final de la temporada 2001/02, en la que disputó 17 partidos y fue titular en la final de la Copa de la UEFA, recibió el premio al mejor joven por la Real Federación de Fútbol de los Países Bajos. Su contrato profesional con el Feyenoord abarcó tres años y medio. En la siguiente temporada, convirtió cinco goles en la victoria por 6 a 1 ante el AGOVV Apeldoorn en la Amstel Cup, el 6 de febrero de 2003. Sin embargo, fue excluido del equipo titular por ciertas discusiones con el entrenador Bert van Marwijk. En un encuentro entre los equipos de reserva del Feyenoord y el Ajax Ámsterdam, fue uno de los jugadores del Feyenoord atacados por vándalos que invadieron el campo de juego. En total jugó en 28 ocasiones, anotando 15 goles en su segunda temporada.
Fue suplente debido a la deteriorada relación con van Marwijk, aunque jugó 28 partidos de liga, anotando 6 goles. Al final de la campaña el club decidió venderlo e iniciaron negociaciones con el Arsenal de la Premier League, que buscaba un reemplazo para el veterano Dennis Bergkamp.

#### Arsenal

##### Temporada 2004-05

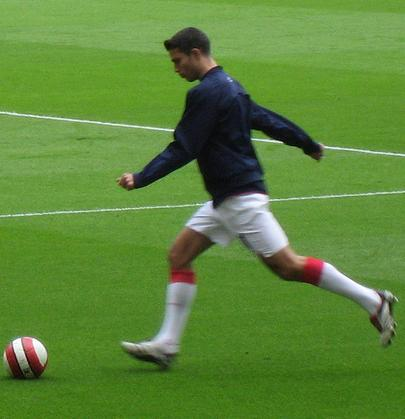
Van Persie en un entrenamiento con los "Gunners".

El 17 de mayo de 2004, Van Persie firmó un contrato válido por 4 años con el Arsenal. El club londinense pagó 5 millones de euros, tan solo la mitad y algo más del precio original que pidió el Feyenoord (10 millones de euros). El técnico Arsène Wenger, quien planeaba convertir a Van Persie de extremo izquierdo a un centrodelantero tal como lo hizo con el francés Thierry Henry, dijo: "Él puede jugar en la banda izquierda o en el mediocampo, como un creador detrás de la línea ofensiva o como delantero."
El 8 de agosto de 2004, Van Persie debutó en la victoria por 3-1 ante el Manchester United por la FA Community Shield, torneo que conseguirían finalmente. Estuvo en la banca al principio de la temporada 2004/05 y debutó de manera competitiva el 27 de octubre por la Carling Cup ante el Manchester City. En este cotejo anotó el gol inicial del partido que finalizaría 2-1 a favor del Arsenal. El 26 de febrero fue expulsado por primera vez con el Arsenal en el empate ante Southampton, acción que enfureció a Wenger. "Hoy no apoyo a Van Persie, pero no parecía fuera de control en el entretiempo", acotó el técnico francés.
En consecuencia, Van Persie fue relegado del equipo titular y volvió a aparecer en las alineaciones iniciales en el replay ante el Sheffield United por la FA Cup. También convirtió dos tantos en la semifinal del mismo torneo ante el Blackburn Rovers que aseguró la victoria del Arsenal. Pronto se lesionó y se perdió algunos partidos pero finalizó convirtiendo 10 goles en 41 partidos en todas las competiciones.

##### Temporada 2005-06
Marcó en el primer partido de la temporada 2005/06 y siguió en buena forma anotando seis goles en cuatro partidos. Gracias a esto ganó el premio 'Jugador del mes' en noviembre. Fue recompensado con un contrato de cinco años hasta enero de 2011. Dos días después de la firma del contrato, se lesionó tras ser pisado por un oponente en el partido contra el Cardiff City por la FA Cup.
Robin jugó los siguientes tres partidos con un agujero cortado en la bota para aliviar el dolor. Fue suplente en la final de la Liga de Campeones de 2006, contra el Barcelona.

##### Temporada 2006-07

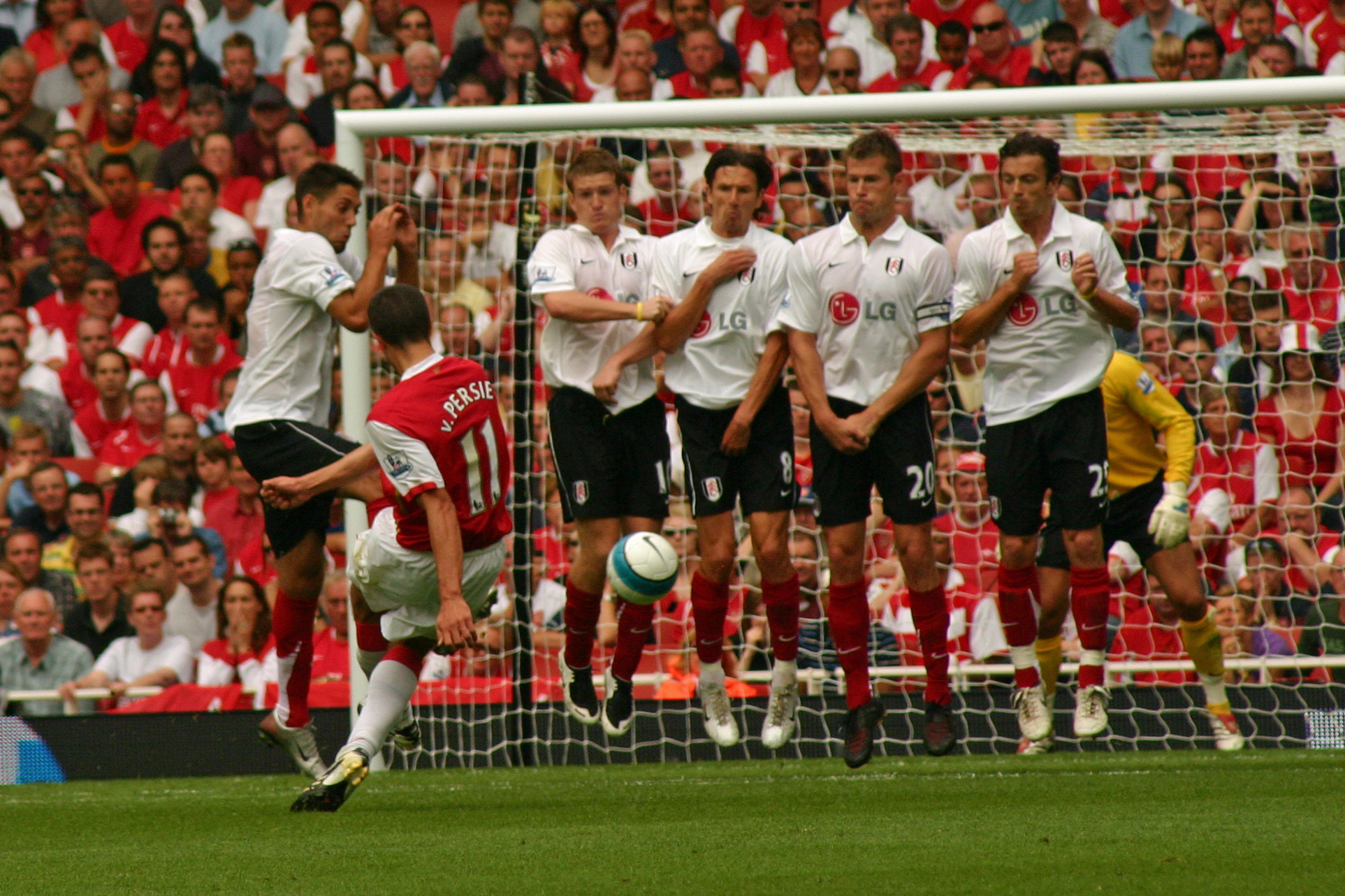
Van Persie ejecutando un tiro libre ante el Fulham.

Al comienzo de la temporada 2006/07, concretamente el 30 de septiembre, marcó un gol espectacular de volea contra el Charlton Athletic denominado por su entrenador como "The goal of a lifetime" (el gol de toda una vida). El tanto fue premiado como el mejor gol del mes de septiembre por BBC Sport. Esa temporada también terminó pronto para el neerlandés tras sufrir una rotura en el quinto metatarso de su pie derecho. Pese a eso, finalizó como máximo goleador de su equipo con 13 goles.

##### Temporada 2007-08
Con la partida de Thierry Henry poco antes del arranque de la temporada 2007/08, Van Persie asumió el rol de delantero principal del Arsenal. Después de una racha de siete goles en 10 partidos, Van Persie quedó fuera de las canchas por dos meses debido a una lesión a la rodilla producida en un partido con su selección. Volvió en la victoria por la Liga de Campeones ante el Steaua Bucarest el 12 de diciembre. Otras lesiones le impidieron participar en otros encuentros y solo llegó a jugar 23 partidos y anotar 9 goles.

##### Temporada 2008-09

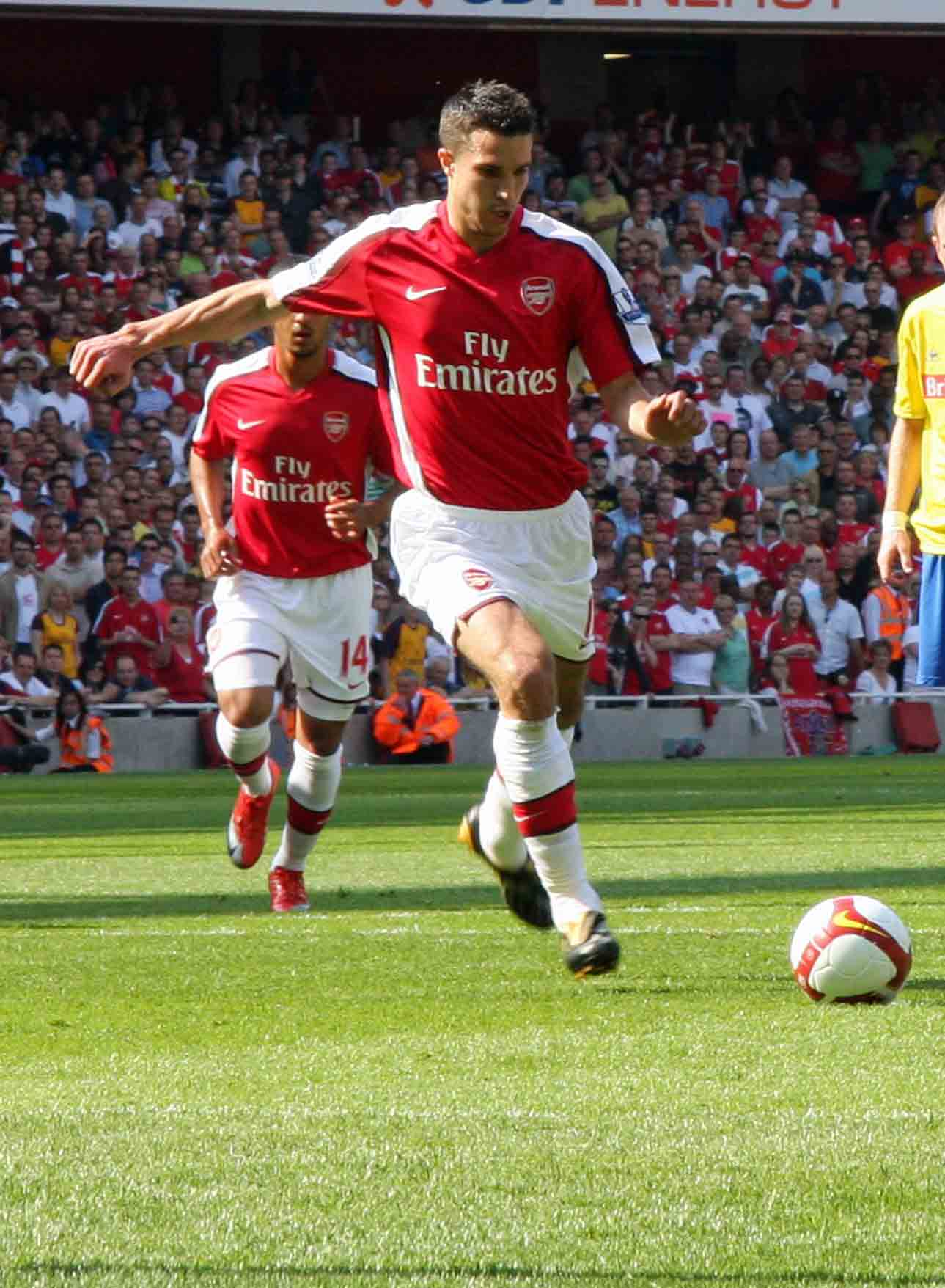
Penalti ejecutado por Van Persie en el partido de 2009 ante el Stoke City FC.

Van Persie abrió su cuenta en la temporada 2008/09 el 31 de agosto cuando anotó un doblete en la victoria por 3–0 ante Newcastle United. El 29 de octubre, anotó su gol número cincuenta con el Arsenal en el empate 4–4 contra Tottenham. El 21 de diciembre de 2008, anotó otro gol espectacular ante Liverpool, el cual sería nombrado gol del mes, el segundo en su etapa en el Arsenal. Gracias a las ausencias de Cesc Fàbregas y Manuel Almunia, Van Persie fue capitán del equipo por primera vez el 3 de enero de 2009 en la FA Cup ante el Plymouth Argyle. El mismo mes, cada anotación del Arsenal fue convertida o asistida por Van Persie. En total anotó 11 tantos en la Premier League, 11 asistencias en la misma y 20 goles en total. Van Persie fue nombrado el jugador de la temporada 2008/09 del Arsenal según la página oficial del club.

##### Temporada 2009-10

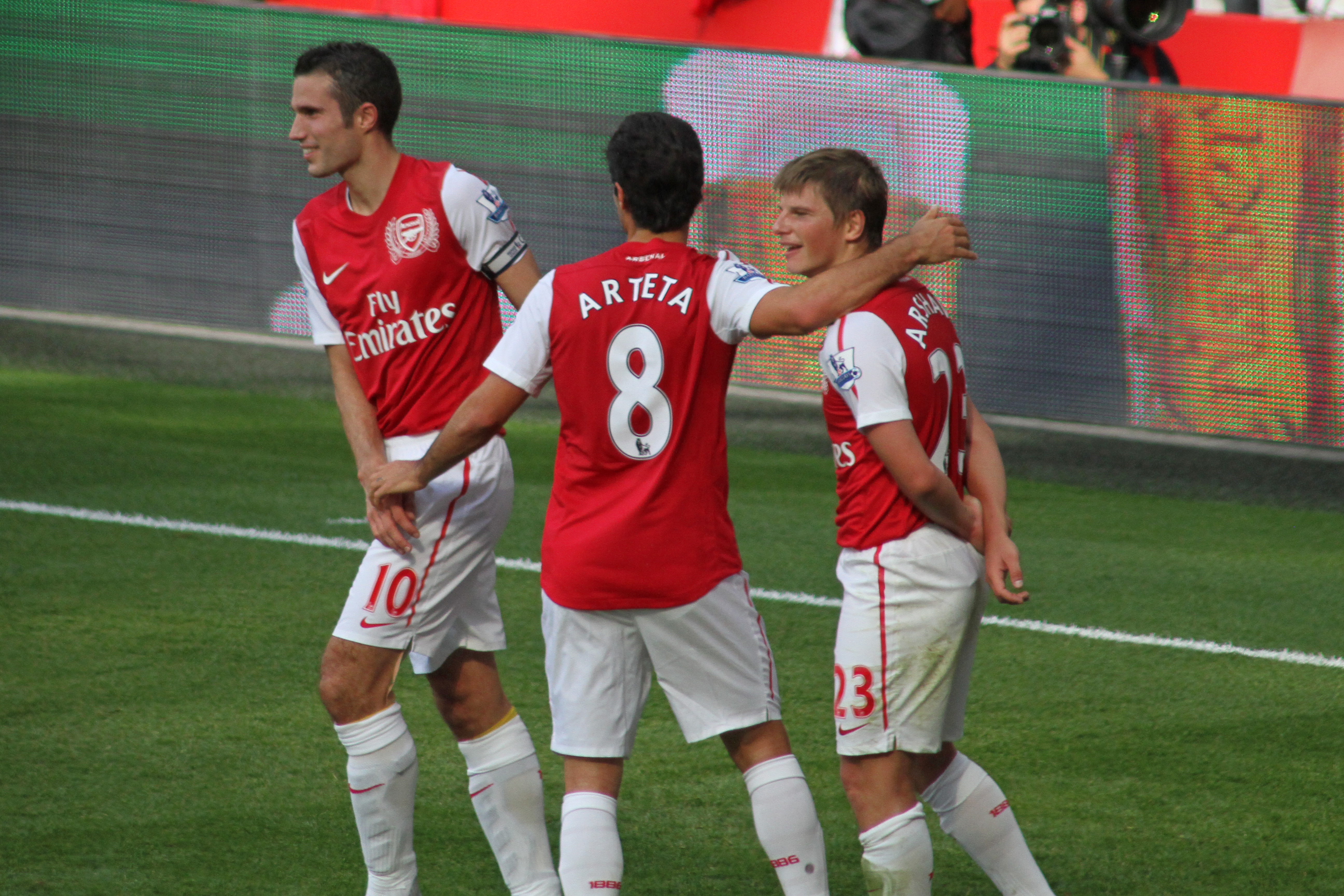
Van Persie celebrando un gol al Swansea junto a Mikel Arteta y Andréi Arshavin.

Con un año restante de su contrato, el Arsenal renovó el miércoles 8 de julio de 2009 el contrato del jugador. Van Persie dijo: "Mi corazón está con el Arsenal y no puedo imaginarme con otra camiseta". Robin arrancó la temporada 2009/10 asistiendo en dos ocasiones en el primer cotejo ante Everton, que concluiría 6 a 1. Como uno de los primeros lanzadores de penales y tiros de esquina, convirtió y produjo varios tantos, incluyendo el gol debut de Thomas Vermaelen ante Everton. Su primer gol lo marcó al Manchester City, partido en el cual se golpeó con su excompañero de equipo Emmanuel Adebayor (acto que el árbitro no notó en primera instancia, de todas maneras la FA suspendió a Adebayor por tres juegos consecutivos). Posteriormente, la racha de goles seguiría. El excelente estado de Van Persie en octubre se vio recompensado puesto que fue nombrado por segunda vez como jugador del mes. El 14 de noviembre de 2009, se lesionó en los ligamentos del tobillo en un partido amistoso entre su selección y la de Italia en Pescara, tras una dura entrada del defensa italiano Giorgio Chiellini y se especuló que estaría ausente por seis semanas. Sin embargo, los exámenes revelaron que su lesión lo alejaría de los terrenos de juego por cinco meses. El 14 de abril reapareció en el derbi contra el Tottenham (derrota por 1-2). Luego de unas semanas anotó de cabeza contra el Blackburn Rovers en la derrota por 2-1, y anotó de nuevo en la victoria por 4-0 contra el Fulham en el último partido de la temporada 2009/10.

##### Temporada 2010-11

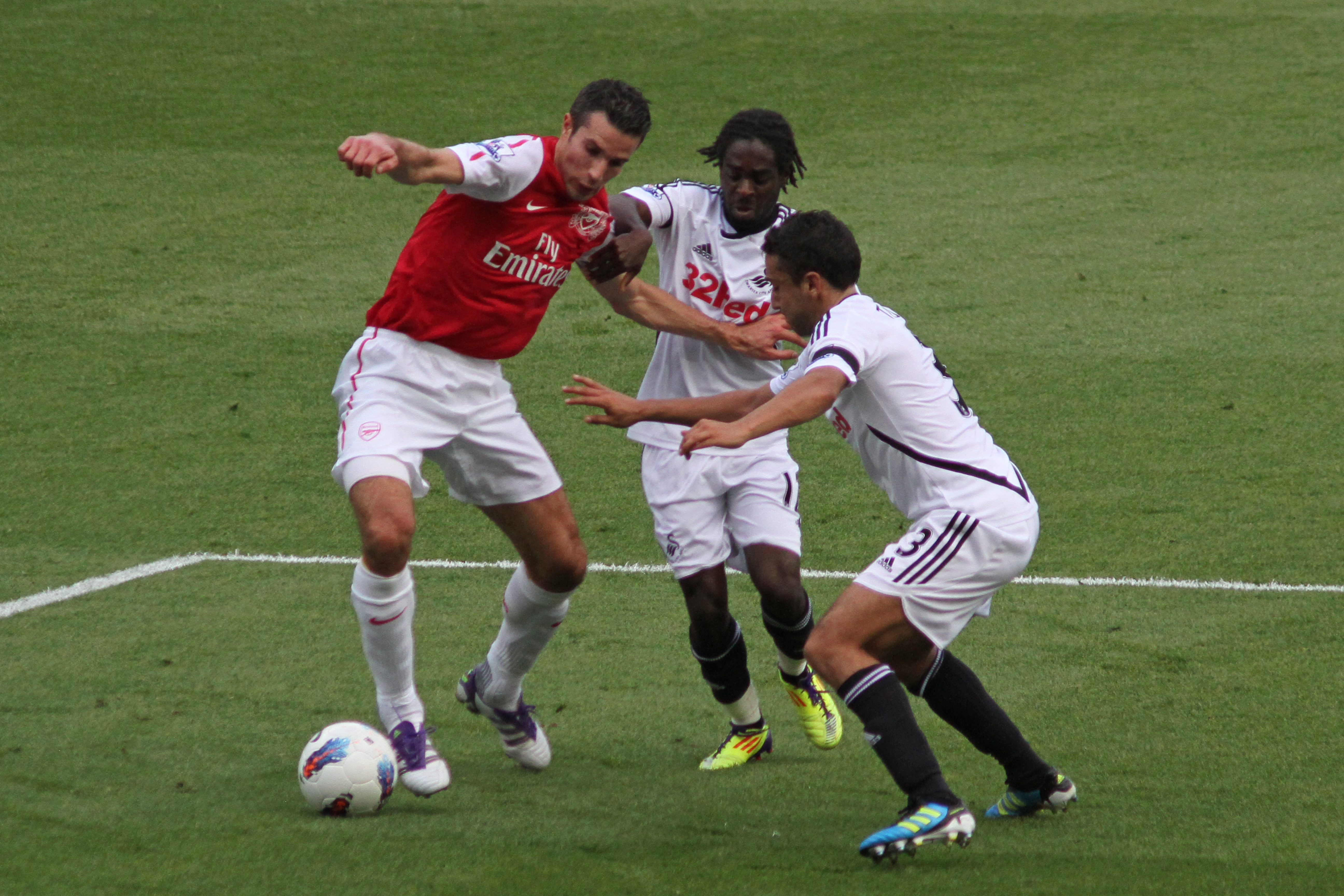
Van Persie con el Arsenal en 2011.

Al inicio de la temporada 2010/11 cambió su dorsal al número 10. El 28 de agosto, jugaría su partido número 200 con el club, pero una lesión en el tobillo en el mismo partido lo dejaría al margen por un mes fuera, lo que hizo pensar que sería otra temporada marcada por las lesiones. Volvió el 7 de noviembre, como suplente en la derrota por 1-0 contra el Newcastle United.
Pero el 1 de enero de 2011, anotó su primer gol de la temporada en la victoria 3-0 sobre el Birmingham. El 15 de enero, agregó dos goles más a su cuenta en una cómoda victoria por 3-0 sobre el West Ham United. Esos 2 goles anotados lo convertirían en el cuarto neerlandés en llegar a los 50 goles en la Premier League. Continuó con sus goles al anotarle al Leeds United en la victoria por 3-1 en el "replay" de la tercera ronda de la FA Cup. Anotó su primer triplete en la victoria por 3-0 sobre el Wigan Athletic el 22 de enero y anotaría 2 más contra el Newcastle en el sorprendente 4-4, partido que el Arsenal lo tenía prácticamente controlado pues estuvo 4-0 arriba. Continuaría de buena forma esta vez contra el Wolverhampton, anotando los dos goles del Arsenal en una victoria de 2-0, incluyendo una volea desde dentro del área. Los diez goles que anotó desde el 1 de enero al 12 de febrero establecieron un nuevo récord de la Premier League, por más goles anotados en los dos primeros meses del año. Volvió a anotar en el Emirates Stadium con un gol desde un ángulo casi imposible en la remontada del Arsenal ante el Barcelona en los octavos de final de la Liga de Campeones, que terminó 2-1 en favor de los 'Gunners'.

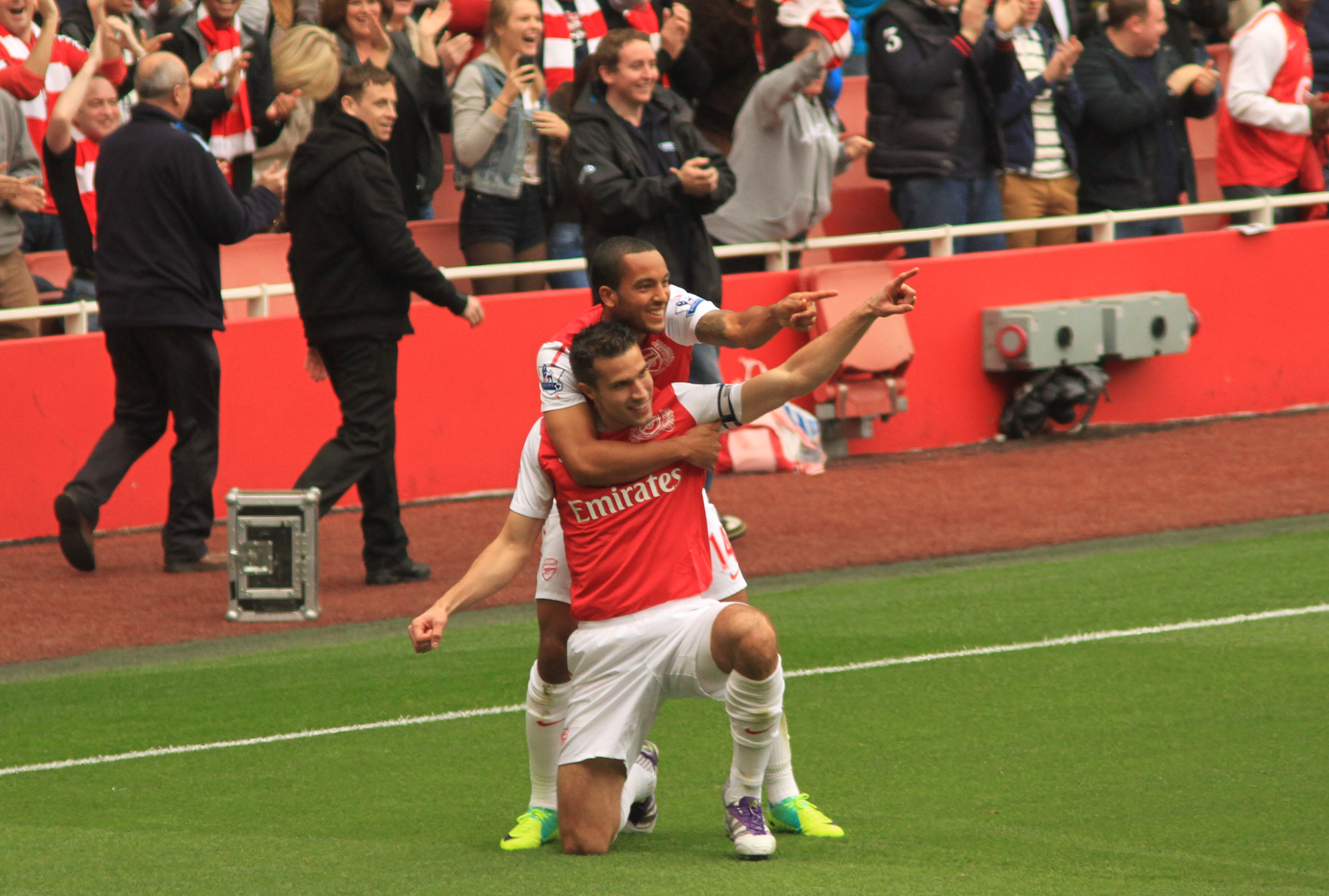
Theo Walcott y Van Persie celebrando una anotación.

El 27 de febrero de 2011, como capitán del Arsenal jugó la final de la Copa de la Liga de Inglaterra en el estadio de Wembley, anotó el empate transitorio finalizando el primer tiempo pero en la jugada del gol sufrió de una lesión en la rodilla por lo que fue sustituido en el segundo tiempo, el Arsenal perdió la final por 2-1 contra el Birmingham y alargó la sequía de títulos. El 1 de marzo de 2011 fue suspendido por 3 semanas, lo que lo llevó a perderse el partido de regreso de la Liga de Campeones contra el Barcelona. Sin embargo, se recuperó a tiempo para el partido de vuelta en el Camp Nou. Durante el partido, recibió una tarjeta amarilla en la primera mitad por una falta. En el segundo tiempo, cuando el partido iba con marcador 1-1, fue expulsado después de recibir una segunda tarjeta amarilla cuando el árbitro, Massimo Busacca, consideró que quiso hacer tiempo luego de seguir una jugada que ya había sido cobrada como fuera de juego. Barcelona lograría anotar 2 goles más para clasificar con un global de 4-3. Posteriormente, describió la decisión de Busacca como "una broma total", afirmando que con el ruido de la multitud de 95.000 personas no podía oír el silbato. El 19 de marzo de 2011, marcó el gol del empate en un 2-2 contra el West Bromwich.

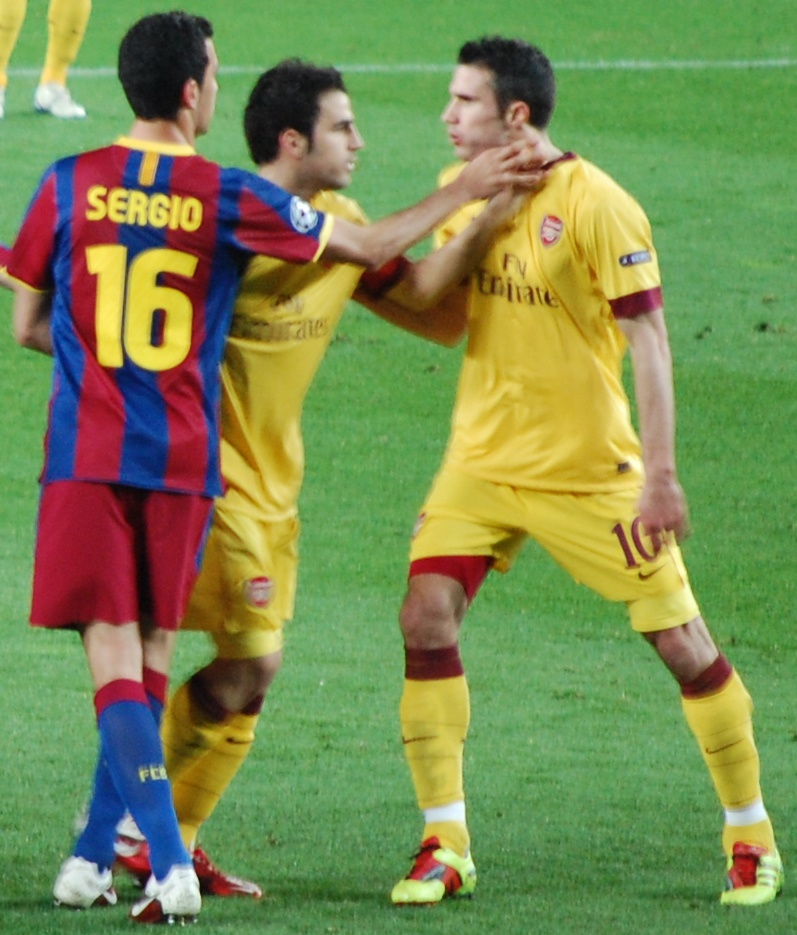
Van Persie con Fàbregas y Busquets.

El 10 de abril le anotó un gol al Blackpool y el 24 de abril le hizo otro al Bolton Football Club rompiendo así un nuevo récord al transformarse en el primer jugador extranjero de la Premier en anotar en 7 partidos sucesivos de visita, superando así el récord de Didier Drogba establecido en 6 partidos. Sin embargo, el Arsenal perdió 2-1, perdiendo todas sus expectativas al título de Liga. Fue nombrado jugador del mes de abril por EA Sports. El 8 de mayo de 2011, el Arsenal perdió 3-1 contra el Stoke City en el Britannia Stadium, anotó el gol para el Arsenal y con ese tanto extendió su récord de la Premier anotando en 8 veces consecutivas como visita. En el último partido en casa para la temporada anotó contra el Aston Villa, pero el Arsenal perdió el partido 2-1. En el último partido de la temporada contra el Fulham, logró marcar en su noveno partido consecutivo de visita, logrando así su mejor temporada en cuanto a goles al anotar en 18 oportunidades en la liga, terminando a solo 2 goles menos que los goleadores de la liga Premier; Carlos Tévez y Dimitar Berbatov, ambos con 20 goles pero con más partidos jugados en la temporada. Finalizó la temporada con 22 goles en un total de 33 partidos.

##### Temporada 2011-12

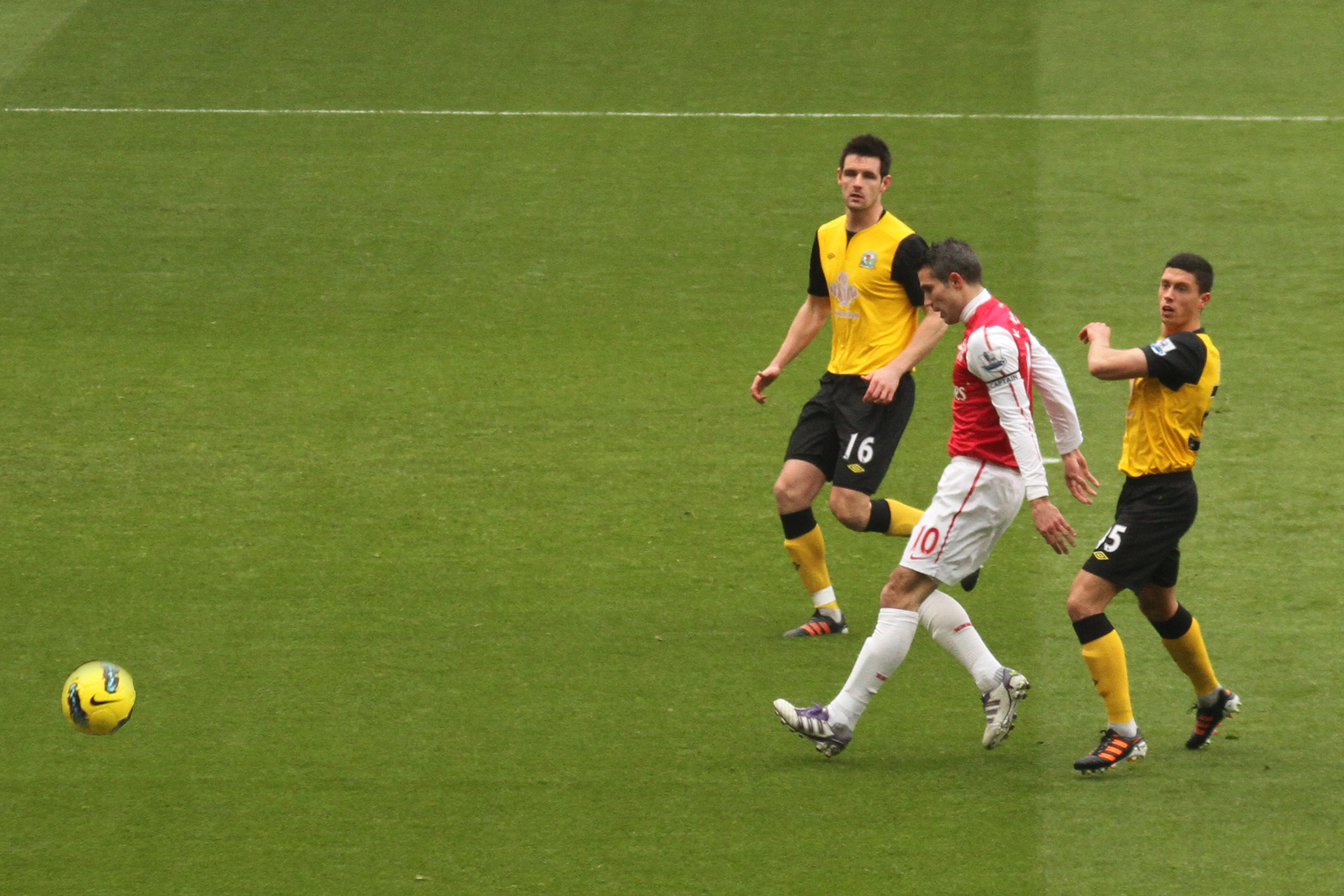
Van Persie en 2012 con el Arsenal.

En la temporada 2011/12 fue nombrado capitán del equipo tras la salida de Cesc Fàbregas. El 24 de agosto, Van Persie marcó su primer gol de la campaña en la victoria de visita ante Udinese por la Liga de Campeones. El 24 de septiembre, hizo un doblete ante el Bolton Wanderers logrando así marcar su gol número 100 y entrar a la lista de 17 jugadores que han alcanzado esa cifra en la historia del Arsenal. En buena forma, continuó anotando varios goles y fue condecorado con la distinción de jugador del mes de octubre.
El 11 de diciembre, marcó un gol espectacular al Everton en un partido de la Premier League prendiendo el balón con una bolea impresionante después de que Alex Song diera un pase largo para poner el balón dentro del área. El último gol de Van Persie a lo largo del año 2011 fue ante el Queens Park Rangers, en el último día del año. Este tanto fue su gol número 35, quedando a uno menos que el récord de goleador de la liga inglesa en un año natural que ostenta hasta ahora Alan Shearer. Convirtió dos goles vitales frente al Aston Villa por la FA Cup (el segundo tanto le permitió alcanzar los 120 goles con el Arsenal igualando al legendario Dennis Bergkamp) y un triplete en el 7-1 frente al Blackburn Rovers. Estos tres tantos le permitieron ingresar a la lista de diez máximos anotadores del Arsenal en todas las competiciones oficiales. Después de una corta sequía sin anotar, volvió a convertir el 11 de abril, abriendo el marcador de penal frente al Wolverhampton. El encuentro finalizó 3-0.
Cerca al cierre de la campaña, Van Persie fue condecorado como el jugador del año en la Premier League y fue incluido en el once ideal de la temporada. Ante Norwich, ratificó su posición como goleador de la temporada marcando un doblete al Norwich City. Además de ser el máximo anotador del Arsenal en la temporada, se coronó como el goleador de la Premier League 2011/12, anotando 30 goles en 38 partidos de liga.

#### Manchester United

##### Temporada 2012-13
Después de 8 temporadas militando en el Arsenal Football Club y tras haberle manifestado a su entrenador Arsène Wenger sus deseos de emigrar a otro club, el 15 de agosto de 2012 fichó con el Manchester United por cuatro años y 30 millones de euros. El 20 de agosto debutó, ingresando a los 68 minutos del partido, en dónde su equipo perdería 1 a 0 contra el Everton. Anotó su primer gol una semana después, en la victoria 3-2 ante el Fulham. En la tercera jornada, pese a fallar un penal, anotó 3 goles en el triunfo por 2-3 contra Southampton. De esta manera llegó a los cien goles en la Premier League.
El 19 de septiembre debutó con su nuevo club en la Liga de Campeones. Ayudó a su equipo a vencer por 1 a 0 ante el Galatasaray de Turquía. Sus primeros goles en Liga de Campeones llegaron al lograr un doblete en la victoria (1-2) ante el CFR Cluj. Anotó en tres jornadas consecutivas de Premier League, entre la 8 y la 10, que sirvieron para lograr tres victorias ante Stoke City, Chelsea y Arsenal. Vivió una gran racha goleadora entre el 28 de noviembre y el 20 de enero al lograr diez goles en diez jornadas de Premier League, quedándose únicamente sin marcar en la jornada 18 ante el Swansea. El gol más destacado durante este periodo fue el logrado de falta directa y en el último minuto, a domicilio, ante el Manchester City y que, además sirvió para derrotarles por 2 a 3.
Sin embargo, en octavos de final de la Liga de Campeones perdieron contra el Real Madrid, quedando eliminados por un global de 3 a 2. El equipo se enfocó en la Premier League, el único objetivo que afrontaba, tras la eliminación de la FA Cup a manos del Chelsea Football Club. El 22 de abril de 2013 ganó el 20.° título de la Premier League para su equipo, siendo fundamental gracias a sus 26 dianas, que lo convirtieron también en el máximo goleador de la temporada. En ese encuentro, ante el Aston Villa, Van Persie anotó un nuevo triplete. Acabó la temporada con 26 tantos, siendo por segunda temporada consecutiva el máximo goleador de la Premier League.

##### Temporada 2013-14
Con la Premier League obtenida la temporada pasada pudo disputar la Community Shield contra el campeón de la FA Cup, el Wigan Athletic Football Club. El resultado fue de 2 a 0 para su equipo, con los dos goles anotados por el neerlandés. Nada más comenzar la temporada, convirtió dos goles en su debut contra el Swansea City. El 2 de noviembre se convirtió en el máximo goleador neerlandés de la historia de la Premier League, con 128 tantos superando a Hasselbaink. El 10 de noviembre dio la victoria a su equipo con un remate de cabeza (1-0) en un encuentro ante el Arsenal. En diciembre sufrió una lesión muscular que le tuvo algo más de un mes de baja.
El 19 de marzo marcó tres goles en la remontada en Liga de Campeones contra el Olympiacos, pasando a cuartos de final de la Liga de Campeones. Sin embargo, unos días después el jugador cayó lesionado en la rodilla para las siguientes seis semanas.

##### Temporada 2014/15
En su tercera temporada con el Manchester United logró diez goles en Premier League, destacando el gol en el descuento ante el Chelsea (1-1) en la novena jornada y el doblete logrado ante el Southampton (1-2). En febrero cayó lesionado de gravedad en el tobillo y estuvo de baja casi dos meses.
A final de temporada dejó el club inglés tras haber anotado 58 goles en apenas 105 encuentros.

#### Fenerbahçe

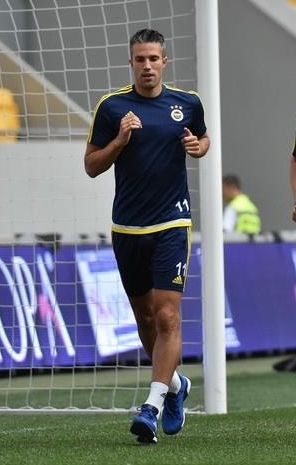
Entrenando con el Fenerbahçe en 2015.

En julio de 2015 se confirmó su fichaje por el Fenerbahçe de la Superliga después de permanecer casi 3 temporadas en el Manchester United. El club turco pagó unos seis millones de euros por el delantero. En Turquía logró 36 goles en ochenta y siete encuentros.

#### Feyenoord
El 19 de enero de 2018 regresó a su club de formación, el Feyenoord holandés sin tener que abonar coste alguno por su fichaje. El 28 de febrero marcó su gol número 300 como profesional en la semifinal de la Copa KNVB. El 22 de abril marcó el segundo tanto en la final ganada ante el AZ Alkmaar y que llevó al club holándes a conquistar su decimotercera Copa.
El 12 de mayo de 2019, Van Persie jugó su último partido profesional como futbolista en una derrota en casa por 2-0 ante el ADO Den Haag.

### Como entrenador

#### Inicios
En mayo de 2020, un año después de su retiro, Van Persie se convirtió en entrenador asistente de Dick Advocaat en su antiguo club, el Feyenoord, donde ayudaría a entrenar a los delanteros del club en un papel no oficial.En mayo de 2021, el club anunció que se uniría oficialmente desde el inicio de la temporada 2021-22 en un papel secundario como entrenador de campo, y al mismo tiempo se convertiría en el co-entrenador del equipo sub-16.Para la temporada 2023-24, fue ascendido a co-técnico del equipo sub-18, así como al equipo sub-19 en la Liga Juvenil de la UEFA 2023-24.

#### Heerenveen
El 17 de mayo de 2024, el Heerenveen anunció que Van Persie sería su entrenador al firmar un contrato de dos años.Durante la preparación para la temporada, los frisones lograron buenos resultados, pero al comienzo de la Eredivisie resultó que no fueron suficientes. Perdieron 9-1 ante el AZ y tuvieron resultados mixtos en las semanas siguientes, incluida una derrota 2-0 contra el FC Twente y una victoria 1-0 sobre el PSV.En la batalla por la Copa KNVB, fue eliminado en octavos de final por el Quick Boys, y Van Persie causó revuelo con un llamativo cambio de portero.El 20 de febrero de 2025, se oficializó su salida del club.

#### Feyenoord
El 23 de febrero de 2025, asumió al frente del Feyenoord y firmó un contrato hasta junio de 2027.

## Selección nacional

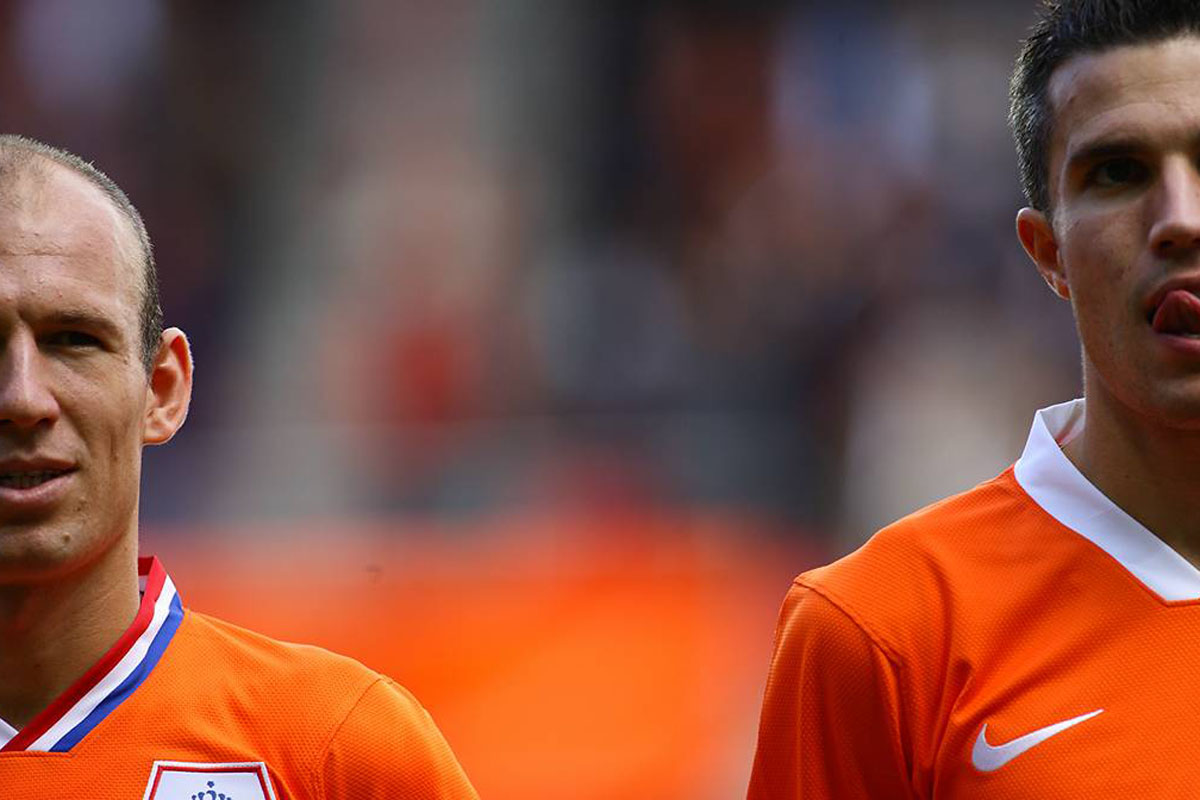
Van Persie junto a Arjen Robben.

### Categorías inferiores
Ha sido internacional con los Países Bajos en las categorías sub-17, sub-19 y sub-21. Participó con esta última en las eliminatorias a las Eurocopas juveniles de 2004 y de 2006. Van Persie jugó de extremo izquierdo mientras que Klaas-Jan Huntelaar era el delantero neto. Países Bajos no pudo clasificarse al torneo de 2004 y Van Persie no fue incluido en la siguiente edición puesto que ya formaba parte de la selección de mayores que se preparaba para el mundial.

### Selección absoluta

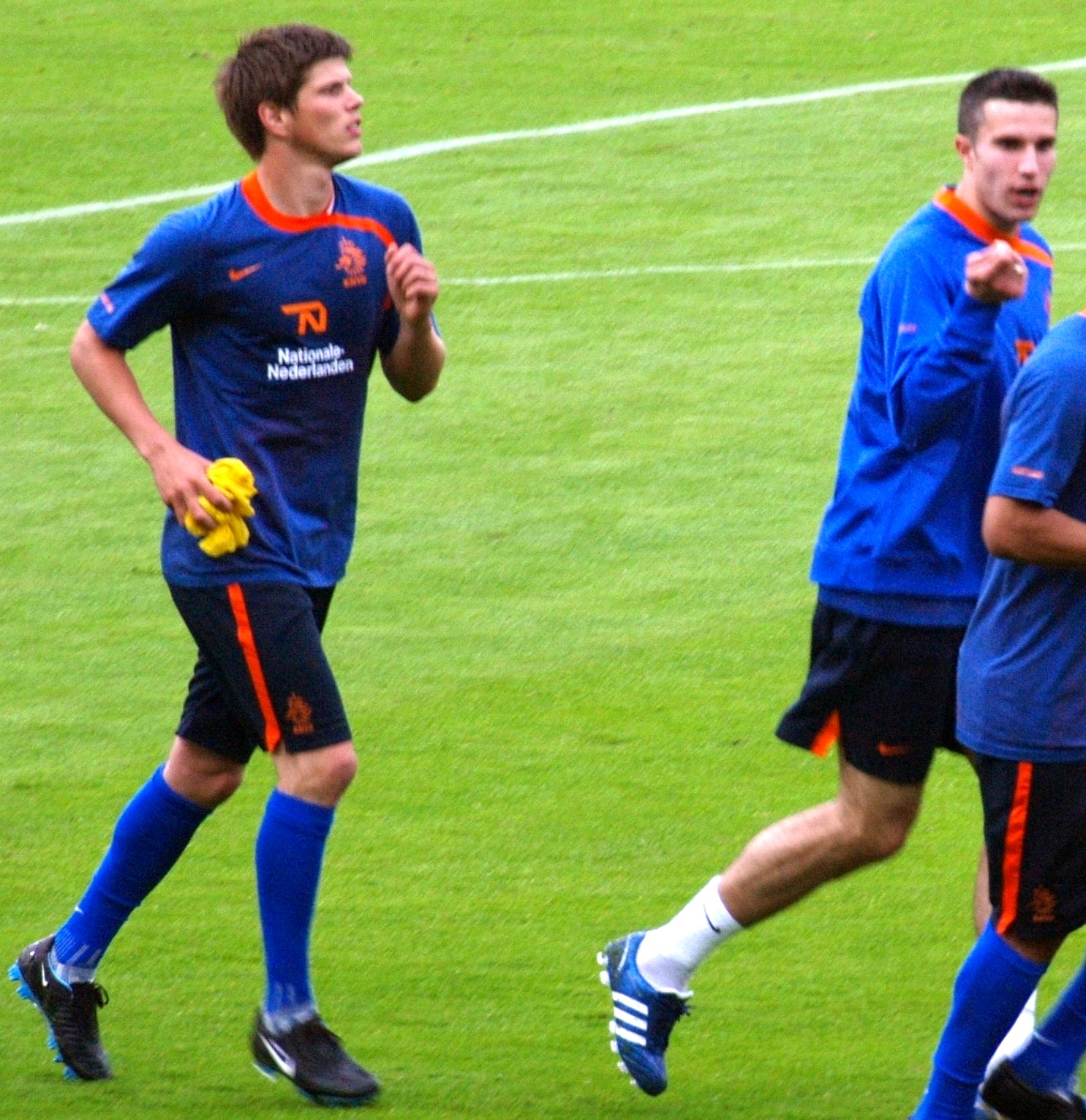
Junto a Klaas-Jan Huntelaar en un entrenamiento con la.

El 4 de junio de 2005 debutó con la selección de fútbol de los Países Bajos en un encuentro por la clasificación al Mundial de 2006 ante Rumania. En su segundo partido, ante Finlandia convirtió su primer gol en la victoria por 4-0.
Pese a no ser titular regular en el Arsenal, fue convocado por Marco van Basten para participar en la Copa Mundial de Fútbol de 2006, competición en la cual marcó un gol de tiro libre ante Costa de Marfil además de jugar en los 4 partidos de su selección. Jugó en la Eurocopa 2008 como extremo, detrás de Ruud van Nistelrooy en una formación 4-2-3-1. Como Wesley Sneijder y Rafael van der Vaart eran los volantes centrales, Van Persie pasó a disputar la banda izquierda con Arjen Robben. La 'Naranja Mecánica' llegó hasta los cuartos de final donde perdieron 3-1 en la prórroga frente a Rusia. A pesar de que no fue titular, marcó dos goles, uno contra Francia en el 4-1 y el otro contra Rumania en el 2-0, siendo el máximo goleador de su equipo junto con Ruud van Nistelrooy y Wesley Sneijder.

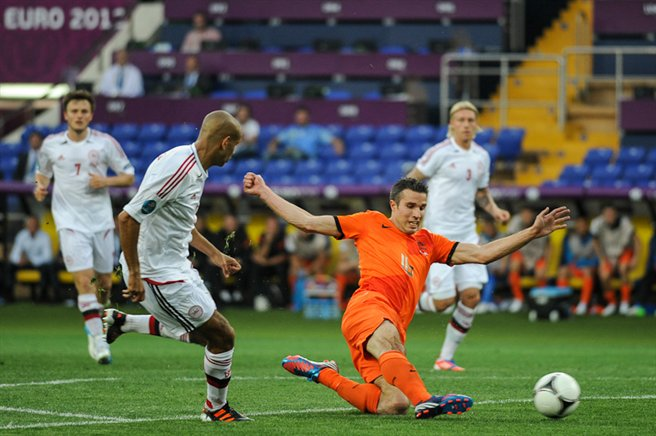
En la Eurocopa 2012 contra Dinamarca.

Fue incluido en la lista final de 23 jugadores que disputaron la Copa Mundial de Fútbol de 2010, realizada en Sudáfrica. Fue titular en los 7 partidos de su selección en el Mundial, donde anotó un gol, el que abrió el marcador frente a Camerún en la fase de grupos, que finalmente acabó con la victoria del cuadro neerlandés por 1-2.

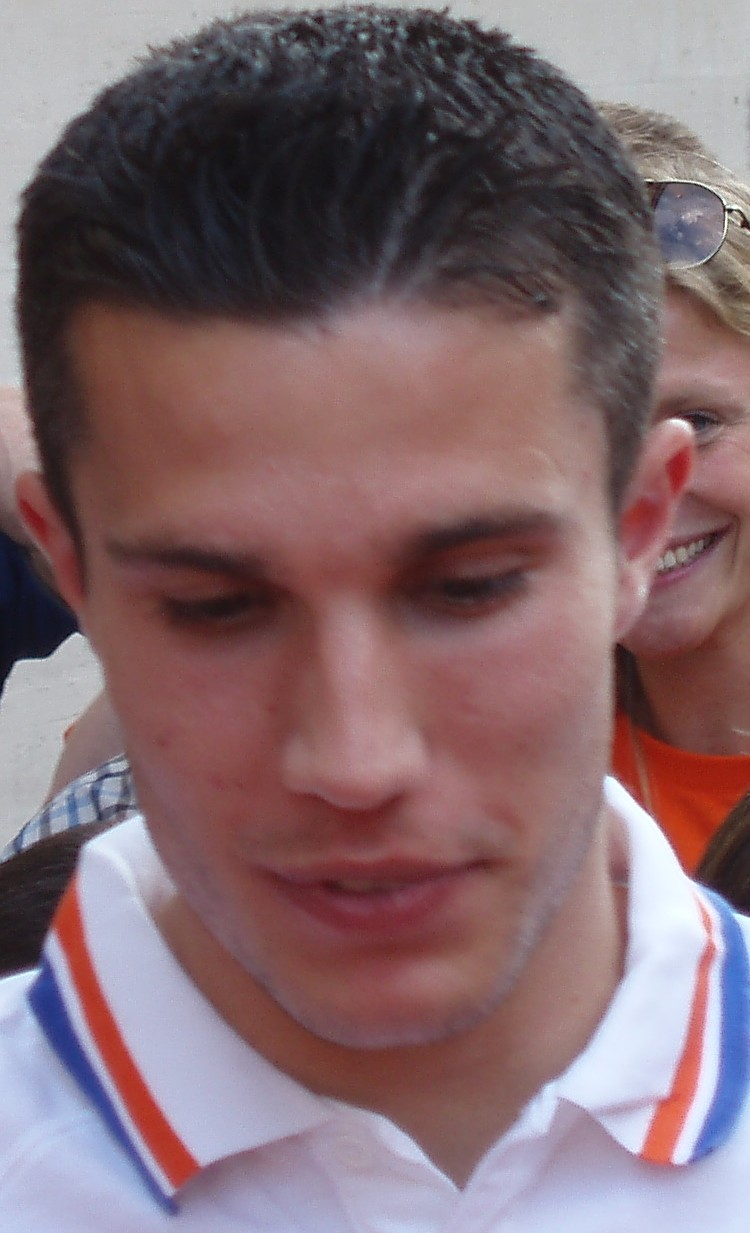
Con la selección de los Países Bajos, Van Persie llegó a la final de la Copa Mundial 2010.

Llegó hasta la final del Mundial, pero un gol de Andrés Iniesta en los suplementarios acabó con la esperanza neerlandesa de levantar la Copa del Mundo por primera vez en su historia.
El 2 de septiembre de 2011, convirtió cuatro goles en la victoria por 11–0 ante San Marino. Con estas anotaciones, entró en la lista de 10 jugadores con más anotaciones con la selección neerlandesa. En el amistoso preparatorio para la Eurocopa 2012 frente a Irlanda del Norte, Van Persie marcó un doblete y dio dos asistencias en la goleada por 6-0.
Fue titular en los tres partidos que su selección disputó en la Eurocopa 2012. En el segundo encuentro, frente a Alemania, Van Persie marcó el único tanto de la escuadra neerlandesa, que cayó derrotada por 2 a 1. La campaña neerlandesa fue desastrosa y decepcionante pues se eliminaron en primera fase sin conseguir ningún punto a favor. Con 42 goles, se ubica en la primera posición de la lista de máximos anotadores de su selección.
El 13 de mayo de 2014, fue incluido por el entrenador de la selección de los Países Bajos, Louis van Gaal en la lista preliminar de 30 jugadores que podrían representar a ese país en la Copa Mundial de Fútbol de 2014 en Brasil. Finalmente fue confirmado en la nómina definitiva de 23 jugadores el 31 de mayo. Van Persie abrió su participación en la fase de grupos del Mundial anotando un doblete en la goleada 5-1 sobre España en el primer partido de los Países Bajos en el torneo. El primero de esos goles fue un espectacular remate de palomita, dejando parado al portero Casillas. También logró un gol más en la fase de grupos en la victoria 3-2 sobre Australia. Su último gol en el Mundial fue en la final de consolación ante Brasil, donde vencieron por 3 a 0.
El 13 de octubre de 2015 marcó su gol número 50 en la selección, en un partido de las eliminatorias de la Eurocopa 2016, en el que fueron derrotados 3-2 contra la República Checa.

### Participaciones en Copas del Mundo
| Mundial              | Sede      | Resultado        | Partidos | Goles |
| -------------------- | --------- | ---------------- | -------- | ----- |
| Copa Mundial de 2006 | Alemania  | Octavos de final | 4        | 1     |
| Copa Mundial de 2010 | Sudáfrica | Subcampeón       | 7        | 1     |
| Copa Mundial de 2014 | Brasil    | Tercer lugar     | 7        | 4     |

### Participaciones en Eurocopas
| Eurocopa      | Sede              | Resultado        | Partidos | Goles |
| ------------- | ----------------- | ---------------- | -------- | ----- |
| Eurocopa 2008 | Austria y Suiza   | Cuartos de final | 4        | 2     |
| Eurocopa 2012 | Polonia y Ucrania | Primera fase     | 3        | 1     |

### Selección nacional
| 1.  | 04-06-2005 | Róterdam         | Países Bajos        | 2–0  | Rumania             | Eliminatorias Mundial 2006  | 0 | 0 |
| 2.  | 08-06-2005 | Helsinki         | Finlandia           | 0–4  | Países Bajos        | Eliminatorias Mundial 2006  | 1 | 1 |
| 3.  | 17-08-2005 | Róterdam         | Países Bajos        | 2-2  | Alemania            | Amistoso                    | 0 | 0 |
| 4.  | 03-09-2005 | Ereván           | Armenia             | 0–1  | Países Bajos        | Eliminatorias Mundial 2006  | 0 | 0 |
| 5.  | 07-09-2005 | Eindhoven        | Países Bajos        | 4–0  | Andorra             | Eliminatorias Mundial 2006  | 0 | 1 |
| 6.  | 08-10-2005 | Praga            | República Checa     | 0–2  | Países Bajos        | Eliminatorias Mundial 2006  | 0 | 0 |
| 7.  | 12-10-2005 | Ámsterdam        | Países Bajos        | 0-0  | Macedonia del Norte | Eliminatorias Mundial 2006  | 0 | 0 |
| 8.  | 27-05-2006 | Róterdam         | Países Bajos        | 1–0  | Camerún             | Amistoso                    | 0 | 0 |
| 9.  | 01-06-2006 | Eindhoven        | Países Bajos        | 2–1  | México              | Amistoso                    | 0 | 0 |
| 10. | 04-06-2006 | Róterdam         | Países Bajos        | 1–1  | Australia           | Amistoso                    | 0 | 0 |
| 11. | 11-06-2006 | Leipzig          | Serbia y Montenegro | 0–1  | Países Bajos        | Mundial 2006                | 0 | 1 |
| 12. | 16-06-2006 | Stuttgart        | Países Bajos        | 2–1  | Costa de Marfil     | Mundial 2006                | 1 | 0 |
| 13. | 21-06-2006 | Fráncfort        | Países Bajos        | 0–0  | Argentina           | Mundial 2006                | 0 | 0 |
| 14. | 25-06-2006 | Núremberg        | Portugal            | 1–0  | Países Bajos        | Mundial 2006                | 0 | 0 |
| 15. | 16-08-2006 | Dublín           | Irlanda             | 0–4  | Países Bajos        | Amistoso                    | 1 | 1 |
| 16. | 02-09-2006 | Luxemburgo       | Luxemburgo          | 0–1  | Países Bajos        | Eliminatorias Eurocopa 2008 | 0 | 0 |
| 17. | 06-09-2006 | Eindhoven        | Países Bajos        | 3–0  | Bielorrusia         | Eliminatorias Eurocopa 2008 | 2 | 1 |
| 18. | 07-10-2006 | Sofía            | Bulgaria            | 1–1  | Países Bajos        | Eliminatorias Eurocopa 2008 | 1 | 0 |
| 19. | 11-10-2006 | Ámsterdam        | Países Bajos        | 2–1  | Albania             | Eliminatorias Eurocopa 2008 | 1 | 0 |
| 20. | 22-08-2007 | Ginebra          | Suiza               | 2–1  | Países Bajos        | Amistoso                    | 0 | 0 |
| 21. | 08-09-2007 | Ámsterdam        | Países Bajos        | 2–0  | Bulgaria            | Eliminatorias Eurocopa 2008 | 0 | 0 |
| 22. | 12-09-2007 | Tirana           | Albania             | 0–1  | Países Bajos        | Eliminatorias Eurocopa 2008 | 0 | 0 |
| 23. | 17-10-2007 | Eindhoven        | Países Bajos        | 2–0  | Eslovenia           | Eliminatorias Eurocopa 2008 | 0 | 0 |
| 24. | 26-03-2008 | Viena            | Austria             | 3–4  | Países Bajos        | Amistoso                    | 0 | 0 |
| 25. | 09-06-2008 | Berna            | Países Bajos        | 3–0  | Italia              | Eurocopa 2008               | 0 | 0 |
| 26. | 13-06-2008 | Berna            | Países Bajos        | 4–1  | Francia             | Eurocopa 2008               | 1 | 1 |
| 27. | 17-06-2008 | Berna            | Países Bajos        | 2–0  | Rumania             | Eurocopa 2008               | 1 | 0 |
| 28. | 21-06-2008 | Basilea          | Países Bajos        | 1–3  | Rusia               | Eurocopa 2008               | 0 | 0 |
| 29. | 20-08-2008 | Moscú            | Rusia               | 1–1  | Países Bajos        | Amistoso                    | 1 | 0 |
| 30. | 06-09-2008 | Eindhoven        | Países Bajos        | 1–2  | Australia           | Amistoso                    | 0 | 0 |
| 31. | 10-09-2008 | Skopie           | Macedonia del Norte | 1–2  | Países Bajos        | Eliminatorias Mundial 2010  | 0 | 0 |
| 32. | 15-10-2008 | Oslo             | Noruega             | 0–1  | Países Bajos        | Eliminatorias Mundial 2010  | 0 | 0 |
| 33. | 19-11-2008 | Ámsterdam        | Países Bajos        | 3–1  | Suecia              | Amistoso                    | 2 | 0 |
| 34. | 11-02-2009 | Túnez            | Túnez               | 1–1  | Países Bajos        | Amistoso                    | 0 | 0 |
| 35. | 28-03-2009 | Ámsterdam        | Países Bajos        | 3–0  | Escocia             | Eliminatorias Mundial 2010  | 1 | 0 |
| 36. | 06-06-2009 | Reikiavik        | Islandia            | 1–2  | Países Bajos        | Eliminatorias Mundial 2010  | 0 | 0 |
| 37. | 10-06-2009 | Róterdam         | Países Bajos        | 2–0  | Noruega             | Eliminatorias Mundial 2010  | 0 | 1 |
| 38. | 12-08-2009 | Ámsterdam        | Países Bajos        | 2–2  | Inglaterra          | Amistoso                    | 0 | 0 |
| 39. | 05-09-2009 | Enschede         | Países Bajos        | 3–0  | Japón               | Amistoso                    | 1 | 0 |
| 40. | 09-09-2008 | Glasgow          | Escocia             | 0–1  | Países Bajos        | Eliminatorias Mundial 2010  | 0 | 0 |
| 41. | 14-11-2009 | Pescara          | Italia              | 0–0  | Países Bajos        | Amistoso                    | 0 | 0 |
| 42. | 26-05-2010 | Friburgo         | Países Bajos        | 2–1  | México              | Amistoso                    | 2 | 0 |
| 43. | 01-06-2010 | Róterdam         | Países Bajos        | 4–1  | Ghana               | Amistoso                    | 1 | 0 |
| 44. | 05-06-2010 | Ámsterdam        | Países Bajos        | 6–1  | Hungría             | Amistoso                    | 1 | 0 |
| 45. | 14-06-2010 | Johannesburgo    | Países Bajos        | 2–0  | Dinamarca           | Mundial 2010                | 0 | 0 |
| 46. | 19-06-2010 | Durban           | Países Bajos        | 1–0  | Japón               | Mundial 2010                | 0 | 1 |
| 47. | 24-06-2010 | Ciudad del Cabo  | Camerún             | 1–2  | Países Bajos        | Mundial 2010                | 1 | 0 |
| 48. | 28-06-2010 | Durban           | Países Bajos        | 2–1  | Eslovaquia          | Mundial 2010                | 0 | 0 |
| 49. | 02-07-2010 | Puerto Elizabeth | Países Bajos        | 2–1  | Brasil              | Mundial 2010                | 0 | 0 |
| 50. | 06-07-2010 | Ciudad del Cabo  | Uruguay             | 2–3  | Países Bajos        | Mundial 2010                | 0 | 1 |
| 51. | 11-07-2010 | Johannesburgo    | Países Bajos        | 0–1  | España              | Mundial 2010                | 0 | 0 |
| 52. | 17-11-2010 | Ámsterdam        | Países Bajos        | 1–0  | Turquía             | Amistoso                    | 0 | 0 |
| 53. | 25-03-2011 | Budapest         | Hungría             | 0–4  | Países Bajos        | Eliminatorias Eurocopa 2012 | 1 | 1 |
| 54. | 29-03-2011 | Ámsterdam        | Países Bajos        | 5–3  | Hungría             | Eliminatorias Eurocopa 2012 | 1 | 0 |
| 55. | 04-06-2011 | Goiás            | Brasil              | 0–0  | Países Bajos        | Amistoso                    | 0 | 0 |
| 56. | 08-06-2011 | Montevideo       | Uruguay             | 1–1  | Países Bajos        | Amistoso                    | 0 | 0 |
| 57. | 02-09-2011 | Eindhoven        | Países Bajos        | 11–0 | San Marino          | Eliminatorias Eurocopa 2012 | 4 | 1 |
| 58. | 06-09-2011 | Töölö            | Finlandia           | 0–2  | Países Bajos        | Eliminatorias Eurocopa 2012 | 0 | 0 |
| 59. | 07-10-2011 | Róterdam         | Países Bajos        | 1–0  | Moldavia            | Eliminatorias Eurocopa 2012 | 0 | 0 |
| 60. | 11-10-2011 | Solna            | Suecia              | 3–2  | Países Bajos        | Eliminatorias Eurocopa 2012 | 0 | 0 |
| 61. | 11-11-2011 | Ámsterdam        | Países Bajos        | 0–0  | Suiza               | Amistoso                    | 0 | 0 |
| 62. | 29-02-2012 | Londres          | Inglaterra          | 2–3  | Países Bajos        | Amistoso                    | 0 | 0 |
| 63. | 26-05-2012 | Ámsterdam        | Países Bajos        | 1–2  | Bulgaria            | Amistoso                    | 1 | 0 |
| 64. | 30-05-2012 | Róterdam         | Países Bajos        | 2–0  | Eslovaquia          | Amistoso                    | 0 | 0 |
| 65. | 02-06-2012 | Ámsterdam        | Países Bajos        | 6–0  | Irlanda del Norte   | Amistoso                    | 2 | 2 |
| 66. | 09-06-2012 | Járkov           | Países Bajos        | 0–1  | Dinamarca           | Eurocopa 2012               | 0 | 0 |
| 67. | 13-06-2012 | Járkov           | Países Bajos        | 1-2  | Alemania            | Eurocopa 2012               | 1 | 0 |
| 68. | 17-06-2012 | Járkov           | Portugal            | 2–1  | Países Bajos        | Eurocopa 2012               | 0 | 0 |
| 69. | 07-09-2012 | Ámsterdam        | Países Bajos        | 2–0  | Turquía             | Eliminatorias Mundial 2014  | 1 | 0 |
| 70. | 11-09-2012 | Budapest         | Hungría             | 1–4  | Países Bajos        | Eliminatorias Mundial 2014  | 0 | 0 |

## Estilo de juego
Fue comprado por el Arsenal como reemplazo a largo plazo de Dennis Bergkamp. El entrenador Arsène Wenger planeó convertir a Van Persie de un extremo izquierdo a un delantero centro como lo había hecho con éxito con Thierry Henry. Al principio, se desplegó principalmente como delantero de apoyo en los partidos de la Copa de la Liga y la Copa FA. Debido a la retirada deportiva de Bergkamp y la partida de Freddie Ljungberg, a Van Persie se le dio un papel inicial para jugar junto a Henry como segundo delantero por adelantado.
La partida de Emmanuel Adebayor y Henry significó que el neerlandés fuese el principal delantero en el sistema 4-3-3 de Wenger, ganando la Bota de Oro de la Premier League dos veces seguidas. Van Persie también fue un especialista en jugadas a balón parado y gran parte de sus asistencias provenían tanto de córneres como de tiros libres. También fue un lanzador de tiros libres directo que anotaba regularmente para su club y selección. Ocasionalmente también se desplegó como un falso 9 a lo largo de su carrera, aparentemente como un delantero centro, pero se le dio la libertad de empezar desde más abajo.

## Estadísticas

### Como jugador
| Feyenoord Rotterdam · Países Bajos |               |               |     |     |    |    |    |    |    |    |     |     |     |      |      |
| 1.ª | 2001-02       | 10            | 0   | 2   | —  | —  | —  | 7  | 0  | 2  | 17  | 0   | 4   | 0,00 |      |
| 1.ª | 2002-03       | 23            | 9   | 1   | 3  | 7  | 0  | 2  | 0  | 0  | 28  | 16  | 1   | 0,57 |      |
| 1.ª | 2003-04       | 28            | 6   | 6   | 2  | 0  | 0  | 3  | 0  | 0  | 33  | 6   | 6   | 0,18 |      |
| 1.ª | 2017-18       | 12            | 5   | 1   | 2  | 2  | 0  | —  | —  | —  | 14  | 7   | 1   | 0,50 |      |
| 1.ª | 2018-19       | 25            | 16  | 4   | 5  | 2  | 0  | 1  | 0  | 0  | 31  | 18  | 4   | 0,58 |      |
| Total club | Total club    | 98            | 36  | 14  | 12 | 11 | 0  | 13 | 0  | 2  | 123 | 47  | 16  | 0,38 |      |
| Arsenal Inglaterra |               |               |     |     |    |    |    |    |    |    |     |     |     |      |      |
| 1.ª | 2004-05       | 26            | 5   | 1   | 9  | 4  | 1  | 6  | 2  | 0  | 41  | 11  | 2   | 0,28 |      |
| 1.ª | 2005-06       | 24            | 8   | 1   | 6  | 4  | 0  | 7  | 3  | 0  | 37  | 15  | 1   | 0,41 |      |
| 1.ª | 2006-07       | 22            | 14  | 6   | 1  | 0  | 0  | 8  | 3  | 2  | 31  | 17  | 8   | 0,55 |      |
| 1.ª | 2007-08       | 15            | 10  | 3   | 1  | 0  | 0  | 7  | 3  | 2  | 23  | 13  | 5   | 0,57 |      |
| 1.ª | 2008-09       | 28            | 16  | 10  | 6  | 4  | 1  | 10 | 6  | 3  | 44  | 26  | 14  | 0,59 |      |
| 1.ª | 2009-10       | 16            | 12  | 7   | —  | —  | —  | 4  | 2  | 1  | 20  | 14  | 8   | 0,70 |      |
| 1.ª | 2010-11       | 25            | 21  | 7   | 5  | 2  | 0  | 3  | 3  | 0  | 33  | 26  | 7   | 0,79 |      |
| 1.ª | 2011-12       | 38            | 30  | 11  | 2  | 2  | 0  | 8  | 5  | 0  | 48  | 37  | 11  | 0,77 |      |
| Total club | Total club    | 194           | 116 | 46  | 30 | 16 | 2  | 53 | 27 | 8  | 277 | 159 | 56  | 0,57 |      |
| Manchester United Inglaterra |               |               |     |     |    |    |    |    |    |    |     |     |     |      |      |
| 1.ª | 2012-13       | 38            | 26  | 8   | 4  | 1  | 0  | 6  | 3  | 0  | 48  | 30  | 8   | 0,63 |      |
| 1.ª | 2013-14       | 21            | 12  | 3   | 1  | 2  | 0  | 6  | 4  | 0  | 28  | 18  | 3   | 0,64 |      |
| 1.ª | 2014-15       | 27            | 10  | 2   | 2  | 0  | 1  | —  | —  | —  | 29  | 10  | 3   | 0,35 |      |
| Total club | Total club    | 86            | 48  | 13  | 7  | 3  | 1  | 12 | 7  | 0  | 105 | 58  | 14  | 0,55 |      |
| Fenerbahçe Turquía |               |               |     |     |    |    |    |    |    |    |     |     |     |      |      |
| 1.ª | 2015-16       | 31            | 16  | 3   | 5  | 5  | 0  | 12 | 1  | 0  | 48  | 22  | 3   | 0,46 |      |
| 1.ª | 2016-17       | 24            | 9   | 3   | 4  | 4  | 1  | 7  | 1  | 0  | 35  | 14  | 4   | 0,40 |      |
| 1.ª | 2017-18       | 2             | 0   | 0   | —  | —  | —  | 2  | 0  | 0  | 4   | 0   | 0   | 0,00 |      |
| Total club | Total club    | 57            | 25  | 6   | 9  | 9  | 1  | 21 | 2  | 0  | 87  | 36  | 7   | 0,41 |      |
| Total carrera | Total carrera | Total carrera | 435 | 225 | 79 | 58 | 39 | 4  | 99 | 36 | 10  | 592 | 300 | 93   | 0,51 |
| (1) Incluye datos de la Copa de la Liga de Inglaterra (2004-11); Community Shield (2004-13); FA Cup (2005-15); Copa de Turquía (2015-17); Copa de los Países Bajos / Supercopa de los Países Bajos (2003-19). (2) Incluye datos de la Liga de Campeones de la UEFA (2002-17); Copa de la UEFA/Liga Europa de la UEFA (2002-18). (3) Media de goles por encuentro. No incluye goles en partidos amistosos. |               |               |     |     |    |    |    |    |    |    |     |     |     |      |      |

### Selección nacional
| Selección | Temporada     | Amistosos | Amistosos | Amistosos | Europa(1) | Europa(1) | Europa(1) | Mundial | Mundial | Mundial | Total | Total | Total  | Media goleadora |
| Selección | Temporada     | Part.     | Goles     | Asist.    | Part.     | Goles     | Asist.    | Part.   | Goles   | Asist.  | Part. | Goles | Asist. | Media goleadora |
| --- | ------------- | --------- | --------- | --------- | --------- | --------- | --------- | ------- | ------- | ------- | ----- | ----- | ------ | --------------- |
| Sub-16 · Países Bajos | 2000          | —         | —         | —         | 3         | 0         | 1         | —       | —       | —       | 3     | 0     | 1      | 0,00            |
| Sub-16 · Países Bajos | Total         | 0         | 0         | 0         | 3         | 0         | 1         | 0       | 0       | 0       | 3     | 0     | 1      | 0,00            |
| Sub-18 · Países Bajos | 2001          | —         | —         | —         | 2         | 0         | 0         | —       | —       | —       | 2     | 0     | 0      | 0,00            |
| Sub-18 · Países Bajos | Total         | 0         | 0         | 0         | 2         | 0         | 0         | 0       | 0       | 0       | 2     | 0     | 0      | 0,00            |
| Sub-21 · Países Bajos | 2002          | 1         | 0         | 0         | 2         | 0         | 0         | —       | —       | —       | 3     | 0     | 0      | 0,00            |
| Sub-21 · Países Bajos | 2003          | 1         | 0         | 0         | 2         | 0         | 1         | —       | —       | —       | 3     | 0     | 1      | 0,00            |
| Sub-21 · Países Bajos | 2004          | 2         | 0         | 1         | 3         | 1         | 2         | —       | —       | —       | 5     | 1     | 3      | 0,20            |
| Sub-21 · Países Bajos | 2005          | —         | —         | —         | 1         | 0         | 0         | —       | —       | —       | 1     | 0     | 0      | 0,00            |
| Sub-21 · Países Bajos | Total         | 4         | 0         | 1         | 8         | 1         | 3         | 0       | 0       | 0       | 12    | 1     | 4      | 0,08            |
| Absoluta · Países Bajos | 2005          | 1         | 0         | 0         | 6         | 1         | 2         | —       | —       | —       | 7     | 1     | 2      | 0,14            |
| Absoluta · Países Bajos | 2006          | 4         | 1         | 1         | 4         | 4         | 2         | 4       | 1       | 1       | 12    | 6     | 4      | 0,50            |
| Absoluta · Países Bajos | 2007          | 1         | 0         | 0         | 3         | 0         | 0         | —       | —       | —       | 4     | 0     | 0      | 0,00            |
| Absoluta · Países Bajos | 2008          | 4         | 3         | 0         | 6         | 2         | 1         | —       | —       | —       | 10    | 5     | 1      | 0,50            |
| Absoluta · Países Bajos | 2009          | 4         | 3         | 0         | 4         | 1         | 0         | —       | —       | —       | 8     | 4     | 0      | 0,25            |
| Absoluta · Países Bajos | 2010          | 4         | 4         | 0         | —         | —         | —         | 7       | 2       | 2       | 11    | 6     | 2      | 0,46            |
| Absoluta · Países Bajos | 2011          | 3         | 0         | 0         | 6         | 6         | 2         | —       | —       | —       | 9     | 6     | 2      | 0,67            |
| Absoluta · Países Bajos | 2012          | 4         | 3         | 2         | 6         | 5         | 2         | —       | —       | —       | 10    | 8     | 4      | 0,60            |
| Absoluta · Países Bajos | 2013          | 4         | 1         | 0         | 6         | 9         | 3         | —       | —       | —       | 10    | 10    | 3      | 1,00            |
| Absoluta · Países Bajos | 2014          | 5         | 2         | 0         | 4         | 2         | 2         | 6       | 4       | 0       | 15    | 8     | 2      | 0,53            |
| Absoluta · Países Bajos | 2015          | 1         | 0         | 0         | 4         | 1         | 1         | —       | —       | —       | 5     | 1     | 1      | 0,20            |
| Absoluta · Países Bajos | 2016          | —         | —         | —         | —         | —         | —         | —       | —       | —       | 0     | 0     | 0      | 0,00            |
| Absoluta · Países Bajos | 2017          | —         | —         | —         | 1         | 0         | 0         | —       | —       | —       | 1     | 0     | 0      | 0,00            |
| Absoluta · Países Bajos | Total         | 35        | 17        | 3         | 50        | 31        | 15        | 17      | 7       | 3       | 102   | 55    | 21     | 0,54            |
| Total carrera | Total carrera | 39        | 17        | 4         | 63        | 32        | 19        | 17      | 7       | 3       | 119   | 56    | 26     | 0,48            |
| (1) Incluye los partidos de las Eurocopa Sub-16 (2000); Eurocopa Sub-18 (2001); Eurocopa Sub-21 (2002-05); Clasificatorias Europeas / Eurocopa (2005-17). |               |           |           |           |           |           |           |         |         |         |       |       |        |                 |

### Resumen estadístico
| Competición           | Partidos | Goles | Promedio | Asistencias | Promedio | Goles y asistencias | Promedio |
| --------------------- | -------- | ----- | -------- | ----------- | -------- | ------------------- | -------- |
| Primera División      | 435      | 225   | 0,52     | 79          | 0,18     | 284                 | 0,65     |
| Copas nacionales      | 58       | 39    | 0,67     | 4           | 0,07     | 43                  | 0,74     |
| Copas internacionales | 99       | 36    | 0,36     | 10          | 0,10     | 39                  | 0,39     |
| Selección absoluta    | 102      | 55    | 0,54     | 21          | 0,21     | 71                  | 0,70     |
| Selección sub-21      | 12       | 1     | 0,08     | 4           | 0,33     | 5                   | 0,42     |
| Selección sub-18      | 2        | 0     | 0,00     | 0           | 0,00     | 0                   | 0,00     |
| Selección sub-16      | 3        | 0     | 0,00     | 1           | 0,33     | 1                   | 0,33     |
| Total                 | 711      | 356   | 0,50     | 119         | 0,17     | 443                 | 0,62     |

### Hat-tricks
| 1  | 5 de febrero de 2003    | Stadion Feyenoord, Róterdam    | Feyenoord Rotterdam - AGOVV Apeldoorn |  | 6 - 1  | Copa de los Países Bajos 2002-03     |
| 2  | 22 de enero de 2011     | Emirates Stadium, Londres      | Arsenal - Wigan Athletic FC           |  | 3 - 0  | Premier League 2010-11               |
| 3  | 2 de septiembre de 2011 | Philips Stadion, Eindhoven     | Países Bajos - San Marino             |  | 11 - 0 | Clasificatorias Eurocopa 2012        |
| 4  | 29 de octubre de 2011   | Stamford Bridge, Londres       | Chelsea - Arsenal                     |  | 3 - 5  | Premier League 2011-12               |
| 5  | 22 de abril de 2012     | Emirates Stadium, Londres      | Arsenal - Blackburn Rovers            |  | 7 - 1  | Premier League 2011-12               |
| 6  | 2 de septiembre de 2012 | St Mary's Stadium, Southampton | Southampton - Manchester United       |  | 2 - 3  | Premier League 2012-13               |
| 7  | 22 de abril de 2013     | Old Trafford, Gran Mánchester  | Manchester United - Aston Villa       |  | 3 - 0  | Premier League 2012-13               |
| 8  | 11 de octubre de 2013   | Philips Stadion, Eindhoven     | Países Bajos - Hungría                |  | 8 - 1  | Clasificatorias UEFA 2014            |
| 9  | 19 de marzo de 2014     | Old Trafford, Gran Mánchester  | Manchester United - Olympiacos        |  | 3 - 0  | Liga de Campeones de la UEFA 2013-14 |
| 10 | 3 de marzo de 2019      | Stadion Feyenoord, Róterdam    | Feyenoord Rotterdam - FC Emmen        |  | 4 - 0  | Eredivisie 2018-19                   |

### Como entrenador
| Equipo                    | Div.                | Temporada           | Liga  | Liga | Liga | Liga | Liga |       | Copa | Copa | Copa | Copa  |   | Internacional | Internacional | Internacional | Internacional | Internacional |   | Otros | Otros | Otros | Otros |    | Totales     | Totales | Totales | Totales | Totales | Totales | Totales | Totales |
| Equipo                    | Div.                | Temporada           | Part. | G    | E    | P    | Pos. | Part. | G    | E    | P    | Part. | G | E             | P             | Pos.          | Part.         | G             | E | P     | Part. | G     | E     | P  | Rendimiento | GF      | GC      | Dif.    |         |         |         |         |
| ------------------------- | ------------------- | ------------------- | ----- | ---- | ---- | ---- | ---- | ----- | ---- | ---- | ---- | ----- | - | ------------- | ------------- | ------------- | ------------- | ------------- | - | ----- | ----- | ----- | ----- | -- | ----------- | ------- | ------- | ------- | ------- | ------- | ------- | ------- |
| Heerenveen · Países Bajos | 1.ª                 | 2024-25             | 23    | 7    | 6    | 10   | Inc. | 3     | 2    | 0    | 1    | -     | - | -             | -             | -             | -             | -             | - | -     | 26    | 9     | 6     | 11 | 42.31%      | 33      | 47      | -14     |         |         |         |         |
| Heerenveen · Países Bajos | Total               | Total               | 23    | 7    | 6    | 10   | -    | 3     | 2    | 0    | 1    | -     | - | -             | -             | -             | -             | -             | - | -     | 26    | 9     | 6     | 11 | 42.31%      | 33      | 47      | -14     |         |         |         |         |
| Feyenoord · Países Bajos  | 1.ª                 | 2024-25             | 11    | 8    | 1    | 2    | 3.º  | -     | -    | -    | -    | 2     | 0 | 0             | 2             | 1/8           | -             | -             | - | -     | 13    | 8     | 1     | 4  | 64.1%       | 29      | 15      | +14     |         |         |         |         |
| Feyenoord · Países Bajos  | 1.ª                 | 2025-26             | 2     | 2    | 0    | 0    | -    | 0     | 0    | 0    | 0    | 2     | 1 | 0             | 1             | -             | -             | -             | - | -     | 4     | 3     | 0     | 1  | 75%         | 8       | 7       | +1      |         |         |         |         |
| Feyenoord · Países Bajos  | Total               | Total               | 13    | 10   | 1    | 2    | -    | 0     | 0    | 0    | 0    | 4     | 1 | 0             | 3             | -             | -             | -             | - | -     | 17    | 11    | 1     | 5  | 66.67%      | 37      | 22      | +15     |         |         |         |         |
| Total en su carrera       | Total en su carrera | Total en su carrera | 36    | 17   | 7    | 12   | -    | 3     | 2    | 0    | 1    | 4     | 1 | 0             | 3             | -             | -             | -             | - | -     | 43    | 20    | 7     | 16 | 51.94%      | 70      | 69      | +1      |         |         |         |         |
| 1. 2.                     |                     |                     |       |      |      |      |      |       |      |      |      |       |   |               |               |               |               |               |   |       |       |       |       |    |             |         |         |         |         |         |         |         |

#### Resumen por competiciones
| Competición                  | Partidos | Ganados | Empatados | Perdidos | %      | Resultado        |
| ---------------------------- | -------- | ------- | --------- | -------- | ------ | ---------------- |
| Eredivisie                   | 36       | 17      | 7         | 12       | 53.7%  | 3.er lugar       |
| Copa de los Países Bajos     | 3        | 2       | 0         | 1        | 66.67% | Octavos de final |
| Liga de Campeones de la UEFA | 4        | 1       | 0         | 3        | 25%    | Octavos de final |
| Liga Europa de la UEFA       | 0        | 0       | 0         | 0        | 0%     | En disputa       |
| TOTAL                        | 43       | 20      | 7         | 16       | 51.94% | Sin Títulos      |

## Palmarés

### Como jugador

#### Campeonatos nacionales
| Título                        | Club                | País         | Año  |
| ----------------------------- | ------------------- | ------------ | ---- |
| Community Shield              | Arsenal             | Inglaterra   | 2004 |
| FA Cup                        | Arsenal             | Inglaterra   | 2005 |
| Premier League                | Manchester United   | Inglaterra   | 2013 |
| Community Shield              | Manchester United   | Inglaterra   | 2013 |
| Copa de los Países Bajos      | Feyenoord Rotterdam | Países Bajos | 2018 |
| Supercopa de los Países Bajos | Feyenoord Rotterdam | Países Bajos | 2018 |

#### Campeonatos internacionales
| Título          | Club                | País     | Año  |
| --------------- | ------------------- | -------- | ---- |
| Copa de la UEFA | Feyenoord Rotterdam | Róterdam | 2002 |

#### Distinciones individuales
| Distinción                                                            | Año     |
| --------------------------------------------------------------------- | ------- |
| Talento del año para la Federación neerlandesa de fútbol              | 2001/02 |
| Talento del año en los Países Bajos                                   | 2001/02 |
| Jugador del mes de noviembre en la Premier League                     | 2005/06 |
| Deportista del año en Róterdam                                        | 2006    |
| Gol del mes de septiembre en la Premier League                        | 2006/07 |
| Gol del mes de diciembre en la Premier League                         | 2008/09 |
| Máximo asistente de la Premier League                                 | 2008/09 |
| Jugador del mes de octubre en la Premier League                       | 2009/10 |
| Jugador del mes de octubre en la Premier League                       | 2011/12 |
| Gol del mes de diciembre en la Premier League                         | 2011/12 |
| Premio PFA al jugador del año (Professional Footballers' Association) | 2011/12 |
| Premio FWA al futbolista del año (Football Writers' Association)      | 2011/12 |
| Incluido en el equipo del año de la Premier League por la PFA         | 2011/12 |
| Parte del "Equipo del año" por European Sports Media                  | 2011/12 |
| Jugador de la temporada del Arsenal                                   | 2011/12 |
| Bota de oro de la Premier League (30 goles)                           | 2011/12 |
| Gol del mes de agosto en la Premier League                            | 2012/13 |
| Jugador del mes de diciembre en la Premier League                     | 2012/13 |
| Gol del mes de abril en la Premier League                             | 2012/13 |
| Jugador del mes de abril en la Premier League                         | 2012/13 |
| Incluido en el equipo del año de la Premier League por la PFA         | 2012/13 |
| Gol del año en la Premier League                                      | 2012/13 |
| Jugador del año del Manchester United                                 | 2012/13 |
| Bota de oro de la Premier League (26 goles)                           | 2012/13 |
| Máximo goleador para la Clasificación del Mundial 2014 (11 goles)     | 2013    |
| Tercera posición en el Premio Puskás                                  | 2014    |

## Vida privada
Robin creció en un barrio de Róterdam. Tenía problemas en la escuela y a menudo se veía excluido de las clases. La madre es pintora y su padre escultor, tiene dos hermanas Lilly y Kiki. Siempre fue animado a dedicarse a las artes como sus padres pero a él le influyó más el fútbol. Asegura que "el fútbol puede ser arte". Está casado con una mujer neerlandesa de ascendencia marroquí, llamada Bouchra con la que tuvo un hijo el 16 de noviembre de 2006 llamado Shaqueel, y una hija llamada Dina Layla.